# Sandberg Guitars

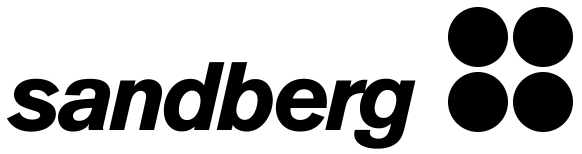

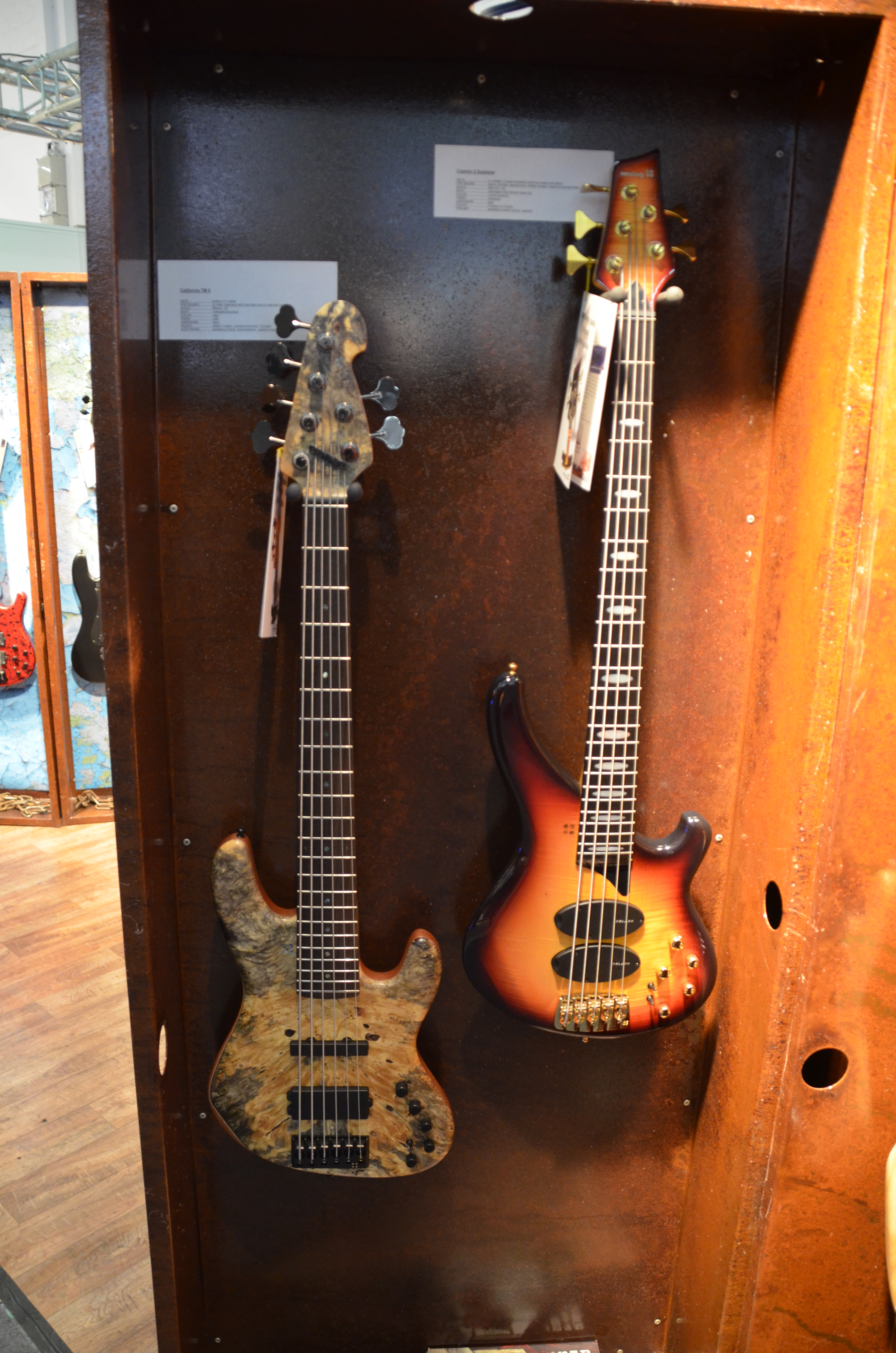
Gitarren California TM6 till vänster och elbasen Custom 5 string till höger.

Sandberg guitars är en tysk gitarrtillverkare grundad 1986 av Holger Stonjek och Gerd Gorzelke med huvudsäte i Braunschweig. Företaget producerar både gitarrer och elbasar. Kända musiker som använder Sandbergs instrument är, bland andra, Ida Kristine Nielsen (Prince), Oliver Riedel (Rammstein) och Martin Mendez (Opeth). Sandberg har bland annat gjort sig kända för California serien.